# Montague Summers
Augustus Montague Summers (10 avril 1880 – 10 août 1948) est un auteur anglais excentrique et pasteur anglican. Il est connu en premier lieu pour ses travaux universitaires sur le théâtre anglais du XVIIe siècle, ainsi que pour ses études étranges sur les sorcières, les vampires et les loups-garous, auxquels il prétendait croire. Il est à l'origine de la première traduction en anglais, publiée en 1928, du célèbre manuel de chasse aux sorcières du XVe siècle, Malleus Maleficarum.

## Jeunesse
Montague Summers est le plus jeune des sept enfants d'Augustus William Summers, riche banquier et juge de paix de Clifton (Bristol). Summers fait ses études à Clifton College, avant d'étudier la théologie à Trinity College d'Oxford dans l'intention de devenir pasteur de l'Église d'Angleterre. En 1905, il obtient un BA, et il continue son apprentissage religieux au Collège théologique de Lichfield.
Summers est ordonné diacre en 1908 et il travaille comme vicaire à Bath dans le Somerset et à Bitton dans le Grand Bristol. Il ne progresse jamais vers des rangs plus élevés, probablement à cause de rumeurs de son intérêt pour le satanisme et d'accusations d'inconvenances sexuelles avec de jeunes garçons, pour lesquelles il est jugé et acquitté. Le premier livre de Summer, Antinoüs and Other Poems, publié en 1907, est consacré à la pédérastie.
Summers rejoint les rangs grossissants des hommes de lettres anglais intéressés par le médiévalisme, le catholicisme et l'occultisme. En 1909, il se convertit au catholicisme, et, peu après, il commence à se faire passer pour un prêtre catholique, en se faisant appeler « Révérend Alphonsus Joseph-Mary Augustus Montague Summers », alors qu'il n'est membre d'aucune congrégation monastique et encore moins prêtre diocésain. Le fait qu'il soit ordonné prêtre restera toujours sujet à débat.

## Connaissances littéraires
Summers travaille pendant plusieurs années comme professeur d'anglais et de latin dans différentes écoles, telle Brockley County School dans le sud-est de Londres, avant de choisir l'écriture comme activité à plein temps. Il est intéressé par le théâtre du XVIIe siècle, plus particulièrement par celui de la Restauration, et il édite entre autres les pièces d'Aphra Behn, de John Dryden et de William Congreve. Il est l'un des membres fondateurs de « The Phoenix », une société qui joue ces œuvres délaissées, et il est élu membre de la Royal Society of Literature en 1916.
Montague Summers effectue aussi d'importantes études sur le roman gothique, et il édite deux collections de nouvelles d'horreur gothique, ainsi qu'une édition incomplète de deux des sept romans gothiques obscurs, connus sous le nom de Northanger Horrid Novels, mentionnés par Jane Austen dans sa parodie gothique Northanger Abbey. Il contribue à faire redécouvrir ces ouvrages oubliés, dont on pensait que certains n'étaient que des inventions de Jane Austen elle-même. Il publie aussi les biographies de Jane Austen et d'Ann Radcliffe.

## L'occultisme
La carrière de Summers est très inhabituelle pour un prêtre ostensiblement catholique. Il écrit des ouvrages hagiographiques sur Catherine de Sienne et Saint Antoine-Marie Zaccaria, mais son intérêt premier va vers l'occultisme. Tandis qu'Aleister Crowley, avec qui il est en relation, adopte le personnage de la sorcière moderne, Summers, lui, joue le rôle de l'érudit catholique, chasseur de sorcière. Dans l'introduction de son livre, The History of Witchcraft and Demonology (1927), il écrit :

« Dans les pages qui suivent, je me suis efforcé de montrer la sorcière telle qu'elle est — un être maléfique ; un parasite social nuisible ; une adepte d'une croyance obscène et répugnante ; une experte en empoisonnement, en chantage et en d'autres crimes horribles ; un membre d'une société secrète puissante hostile à l'Église et à l'État ; une blasphématrice en paroles et en actes, régnant sur les villageois par la terreur et la superstition ; un charlatan ; une câtin ; une avorteuse ; la conseillère secrète des dames de cour lubriques et des galants adultères ; une ministre du vice et d'une inconcevable corruption, s'accrochant comme une sangsue aux saletés et aux plus immondes passions de l'époque. »

En 1928, il publie la première traduction en anglais du Malleus Maleficarum ("le Marteau des sorcières") de Heinrich Kramer et de Jacques Sprenger, un texte latin du XVe siècle sur la chasse aux sorcières. Dans son introduction, Summers souligne que la réalité de la sorcellerie est une part essentielle de la doctrine catholique, et déclare que le Malleus est un compte-rendu admirable et exact de ce qu'est la sorcellerie et des méthodes nécessaires pour la combattre. Ceci diffère beaucoup de l'attitude sceptique et critique adoptée par la plupart des universitaires catholiques. Ainsi l'article Sorcellerie de la Catholic Encyclopedia de 1912, écrit par le révérend Herbert Thurston, qualifie la publication du Malleus de « désastreux épisode ».
Montague Summers se tourne ensuite vers les vampires, produisant The Vampire: His Kith and Kin (1928) et The Vampire in Europe (1929), puis vers les loups-garous avec The Werewolf (1933). L'ouvrage de Summers sur l'occultisme est connu pour son style inhabituel et désuet, l'affichage de son érudition, et sa prétendue croyance en la réalité des sujets qu'il traite.

## Autres occupations
Summers cultive sa réputation d'excentrique. The Times de Londres écrit qu'il est « à tous égards un personnage, régressant en quelque sorte vers le Moyen Âge ». Son biographe, Brocard Sewell (écrivant sous le pseudonyme de "Joseph Jerome"), peint le portrait suivant de Summers :

« Durant l'année 1927, on pouvait souvent voir entrer ou sortir de la salle de lecture du British Museum la silhouette sombre et saisissante du révérend Montague Sommers, vêtue d'une soutane noire, drapée d'une grande cape, chaussée de souliers à boucles à la Louis XIV, et coiffée d'une barrette. Elle transportait une grande serviette noire portant une étiquette blanche, où était écrit en majuscules rouges le mot 'VAMPIRES'. »

En dépit d'une religiosité conservatrice, Summers est un membre actif à la fois de la British Society for the Study of Sex Psychology, où il a donné un essai sur le marquis de Sade, et de l'Ordre de Chéronée, une société secrète qui cultive un esprit  homosexuel. Les intérêts de Summers se révèlent aussi dans son édition de poèmes du poète du XVIe siècle, Richard Barnfield, dont une partie est clairement d'inspiration homosexuelle.

## Mort
Montague Summers meurt à son domicile de Richmond upon Thames en août 1948. Une autobiographie posthume, The Galanty Show, est publiée en 1980, mais sa vie reste en grande partie inconnue.

## Œuvres

### Livres sur l'occultisme
- The History of Witchcraft and Demonology, 1926
- The Geography of Witchcraft, 1927 (réimprimé  (ISBN 0-7100-7617-7))
- The Vampire: His Kith and Kin, 1928 (réimprimé par Senate in 1993 simplement comme The Vampire; réimprimé avec le nouveau titre : Vampires and Vampirism  (ISBN 0-486-43996-8))
- The Vampire in Europe, 1929 (réimprimé  (ISBN 0-517-14989-3)) (réimprimé avec le nouveau titre : The Vampire in Lore and Legend  (ISBN 0-486-41942-8))
- The Werewolf, 1933 (réimprimé avec le nouveau titre : The Werewolf in Lore and Legend  (ISBN 0-486-43090-1))
- A Popular History of Witchcraft, 1937
- Witchcraft and Black Magic, 1946 (réimprimé  (ISBN 1-55888-840-3),  (ISBN 0-486-41125-7))
- The Physical Phenomena of Mysticism, 1947

### Poésie et théâtre
- Antinous and Other Poems, 1907
- William Henry, pièce de théâtre, 1939
- Edward II, pièce de théâtre, 1940

### Fiction
- The Grimoire and Other Supernatural Stories, 1936
- Supernatural Tales, 1947

### Autres livres
- St. Catherine of Siena, 1903
- Lourdes, 1904
- A Great Mistress of Romance: Ann Radcliffe, 1917
- Jane Austen, 1919
- St. Antonio-Maria Zaccaria, 1919
- Architecture and the Gothic Novel, 1931
- The Restoration Theatre, 1934
- Essays in Petto 1933
- The Playhouse of Pepys, 1935
- The Gothic Quest: a History of the Gothic Novel 1938
- A Gothic Bibliography 1940

### En tant qu'éditeur ou traducteur
- Works of Mrs. Aphra Behn, 1915
- Complete Works of William Congreve, 1923
- Complete Works of William Wycherley, 1924
- The Castle of Otranto d'Horace Walpole, 1924
- The Complete Works of Thomas Shadwell, 1927
- Covent Garden Drollery, 1927
- Horrid Mysteries du marquis de Grosse 1927 (partie de l'édition incomplète de Northanger Horrid Novels).
- The Necromancer; or, The Tale of the Black Forest de Ludwig Flammenberg, 1927 (partie de l'édition incomplète de Northanger Horrid Novels).
- Demoniality by Lodovico Maria Sinistrati, 1927
- Malleus Maleficarum de Heinrich Kramer et Jacques Sprenger, 1928
- The Discovery of Witches, 1928 de Matthew Hopkins (réimprimé  (ISBN 0-404-18416-2))
- Compendium Maleficaru] de Francesco Maria Guazzo, traduit par E.A. Ashwin, 1929
- Daemonolatreiae libri tres par Nicolas Remy, traduit par E.A. Ashwin, 1930
- The Supernatural Omnibus, 1931 (réimprimé  (ISBN 0-88356-037-2))
- Victorian Ghost Stories, 1936
- The Poems of Richard Barnfield, 1936
- The Complete Works of Thomas Otway, 1936